# Glossata
Los glosados (Glossata, gr. "con lengua"), son un suborden de insectos lepidópteros que incluye todas las superfamilias de mariposas que tienen una probóscide que se enrosca (espiritrompa). La vasta mayoría de los lepidópteros se encuentran en este grupo.

## Características
Las piezas bucales presentan estas características en el adulto o imago:
- La mandíbula no es funcional.
- Partes de la maxila están muy reducidas o ausentes.
- Las galeas de la maxila forman la probóscide, que suele ser muy larga y que se enrosca en reposo. En algunos grupos la probóscide ha sufrido una reducción secundaria.